# 墨台、水滴、匙
墨台、水滴、匙（ぼくだい、すいてき、さじ）は東京国立博物館所蔵の金工品である。奈良時代の文房具のあり方を知るうえで貴重な品であり、国宝に指定されている。

## 構造・意匠

### 墨台
| 真上から見た図写真下部の小花が欠失している  |  | 底から見た図 |
| 真上から見た図 写真下部の小花が欠失している |  | 底から見た図 |

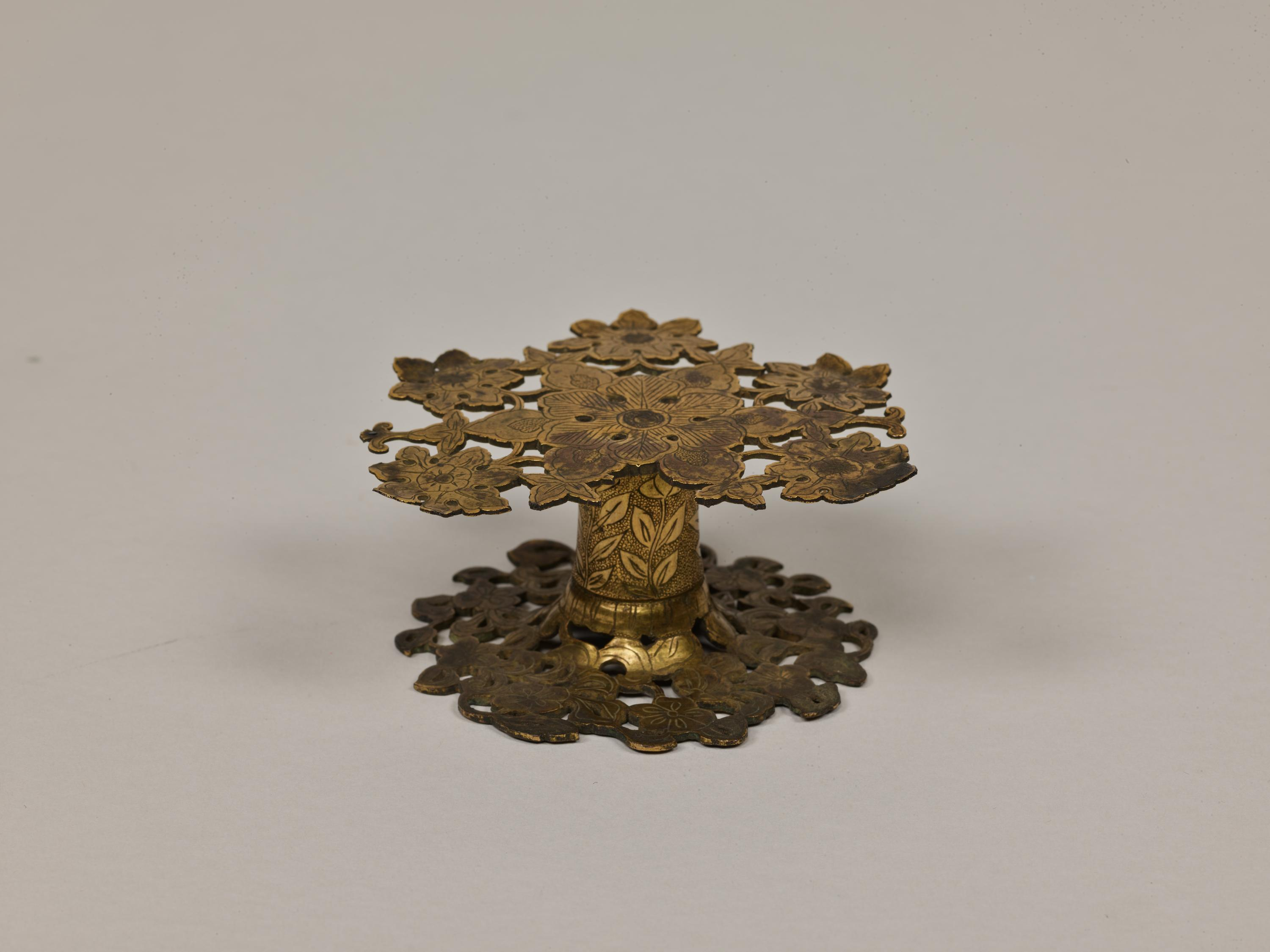
墨台（国宝指定名称：金銅墨床）

墨台（N-80、国宝指定名称：金銅墨床）は擦りかけの墨を置くための台であり、濡れている墨を置くことで汚れないようにしたものである。寸法は高さが4cm、上面（甲板）が直径8.8cm、底面（台座）が直径7.3cm、軸が直径1.9cmである。材質は銅の鋳造製で鍍金を施している。
花をかたどった意匠となっている。甲板には宝相華文が透彫であしらわれており、裏表ともに葉脈や花弁が毛彫で装飾されている。中央部には6枚の花弁を備えた大花が、その周囲には7枚の花弁を備えた小花が放射状に配され、パルメットでそれぞれが接続されている。なお、小花のうちひとつは欠失している。天板の先端部分はわずかに上に向かって沿っており、墨台ではなく他の小物置きとしてつくられた可能性も考えられる。台座の装飾も甲板と同様の技法であり、5枚の花弁を備えた小花が8つ配されている。なお、甲板と台座はそれぞれ別々につくられている。円筒形の軸は内部が空洞で、四方には魚々子地と草花文をあらわしており、裾には伏蓮が透彫されている。甲板と台座はろう付けで軸と接続されている。
製作時期は8世紀で、中国・唐時代もしくは奈良時代と考えられている。大正大学の加島勝は地文の魚々子がまばらに施されていることや、蹴彫ではなく毛彫が用いられていることから、日本で製作された可能性が高いと述べている。また、東京国立博物館の清水健は甲板および台座の花文様が正倉院宝物の金銅花形裁文に類似している点や、魚々子のまばらさと毛彫の作風が唐代の作例と異なる点から、日本製の可能性が高いと述べている。また清水は、花形をそのまま意匠に用いた華やかな表現は中唐期の影響を強く受けた異国情緒漂うものであると述べている。

### 水滴
| 真上から見た図 |  | 蓋の裏面 |
| 真上から見た図 |  | 蓋の裏面 |

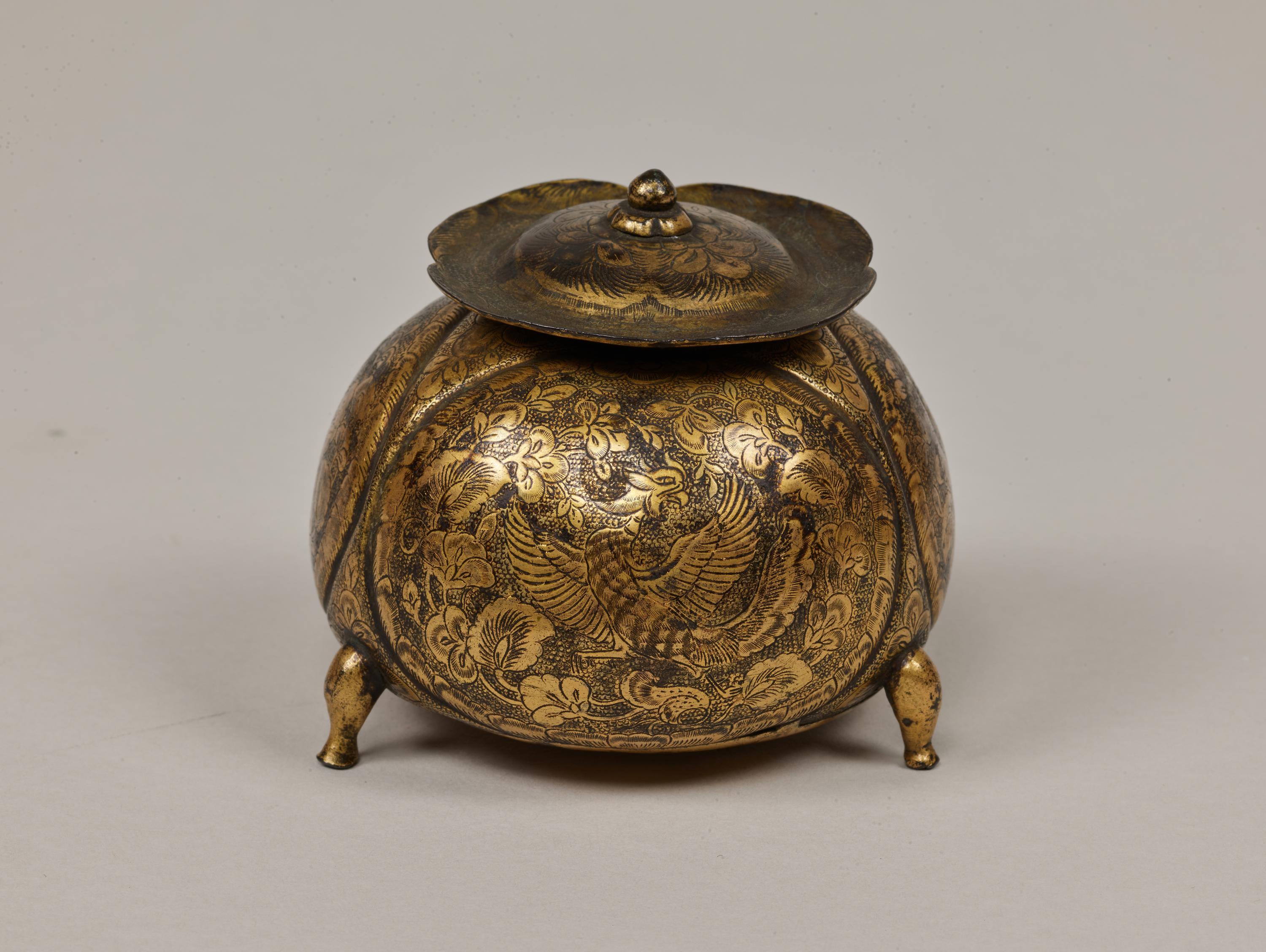
水滴（国宝指定名称：金銅水注）

水滴（N-81、国宝指定名称：金銅水注）は硯で使うための水をいれる容器である。寸法は総高7.5cm、本体の高さ5.6cm、蓋の高さ1.45cm、脚の高さ1.55cm。本体の口径が直径3.4cm、本体の胴が直径8.2cm、蓋が直径5.9cmである。材質は銅の鍛造製に鍍金を施している。水滴としては水盂形（すいうがた）に分類される。
下ぶくらみの形状の壺であり、底面には猫足が3本鋲止めされており、上面には4枚の花弁の形をあしらった蓋が付いている。蓋、本体ともに内側は朱色に塗られている。本体は三面体の形状で、それぞれの面に横長の楕円形の枠が刻まれている。枠の内側に翼を広げた鳳凰、宝相華文が蹴彫で線刻され、空白部分には魚々子が施されている。蓋は花弁4枚の花の形をしている。中央部が小高く、外周も高く反っており、中央に取っ手として宝珠鈕が鋲止めされている。模様は表面全体に魚々子を施し、宝珠鈕の周囲から宝相華文を広げている。
製作時期は8世紀で、中国・唐時代もしくは奈良時代と考えられている。加島勝は魚々子地に蹴彫で鳳凰と宝相華唐草文があらわされている作風およびその完成度の高さから唐でつくられたものだろうと述べており、中国陝西省の法門寺で出土した鍍銀金団華文鉢の底面にあらわされた花形と本品の花形との類似性を指摘している。一方で清水健は鳳凰文が正倉院宝物の礼服御冠残欠、金銀平脱皮箱、雑葛形裁文など8世紀の作品と類似している点や、宝相華文が同じく正倉院宝物の漆金薄絵盤および粉地彩絵八角几など8世紀の作品と類似している点、魚々子の打ち方が精密ではない点などを挙げ、日本で製作された可能性があると述べている。日本で8世紀に製作されたものである場合、奈良時代の水滴としては日本に現存する唯一の作例である。

### 匙
| 匙（国宝指定名称：金銅匙） |  | 上から順に瓢型、散蓮華型、柳葉型。 |
| 匙（国宝指定名称：金銅匙） |  | 上から順に瓢型、散蓮華型、柳葉型。 |

匙（N-82、国宝指定名称：金銅匙）は水を硯に移す道具である。瓢形、散蓮華形、柳葉形の3本があり、いずれも皿は浅く、硯にごく少量の水を足す用途でつくられている。寸法は瓢形は総長11.7cm、皿の縦幅3.4cm、横幅1.75cmである。散蓮華形は総長12.5cm、皿の縦幅3.4cm、横幅1.65cmである。椎葉形は総長13.3cm、皿の縦幅3.3cm、横幅1.35cmである。材質はすべて銅製鍍金で、瓢形および散蓮華形が鍛造製、柳葉形が鋳造製である。柄は3本いずれも丸造りである。3本のうち柳葉形のみ青銅製で、ほか2本は純銅に近い銅でつくられていることから、この3本はもともとは一具ではなかった可能性がある。松本伸之は、いずれも皿が浅いことから元々は薬剤の調合などに用いられていた可能性を指摘している。
製作時期は8世紀で、中国・唐時代もしくは奈良時代もしくは朝鮮半島・統一新羅と考えられている。清水は瓢形および散蓮華形の柄の角度がゆるやかな点が正倉院宝物の匙とは異質であると評しており、柳葉形についても柄の角度が新羅の匙と類似している点を指摘している。加島勝も朝鮮半島で製作された可能性を指摘している。

## 来歴

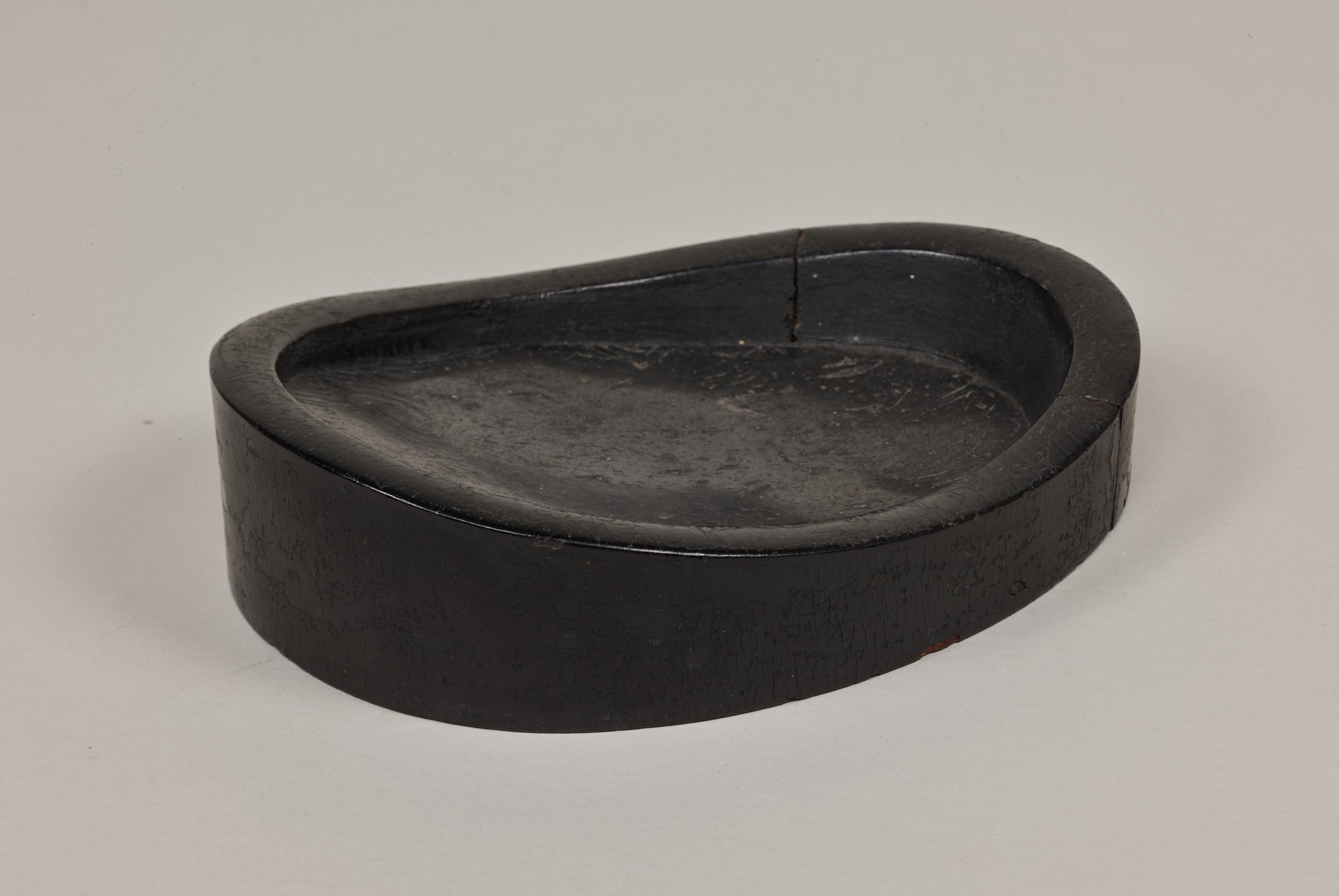
瓦硯（国指定重要文化財、法隆寺献納宝物N-79）

3品のうち水滴は『聖徳太子伝私記』の「次御舎利殿之内在種々宝物」で「御硯水入金銅、鳳凰打気、五輪形四巻疎之時硯瓶也」と言及されており、聖徳太子（574 – 622年）が瓦硯と共に『三経義疏』執筆の際に使用したという寺伝が法隆寺に伝わっている。また、1842年（天保13年）の回向院の出開帳に際して刊行された『御宝物図絵追編』には「皇太子斑鳩宮ニテ常ニ用ヒ玉フ」と聖徳太子が用いた旨の解説が書かれている。しかし、その作風から3品いずれも8世紀の作だと考えられており、意匠や技法に統一性がないことから、後世に一具とされた可能性が高い。
3点いずれも1878年（明治11年）に法隆寺献納宝物として皇室に献納され
、1957年6月18日に重要文化財に指定、1965年5月29日に国宝に指定された。

## 評価
東京国立博物館の中野政樹は本品を「上代文房具の一形式を知ることができる珍しい遺品である」と述べている。東京国立博物館の清水健は「墨台、水滴については正倉院宝物中にも類例がなく、古代の工芸品として大変貴重であることは疑いがない」と評している。
蔵田蔵は水滴について「唐草文にとりまかれた鳳凰の図は、構図も緊密であり、鳳凰の姿態はまことにのびのびとして、生気が溢れ、奈良時代の典型的な形式を示す唐草文と相まって、まれに見る美しい図様となっている。この金銅水滴は、鳳凰文がすぐれていると共に、器形がこよなく美しいところにその工芸的価値が高い」と評価している。
中野政樹は墨台について「全体の構成がよく、華やかな意匠とよく調和しており、金工技術も優れている」と評価している。